# Calinaga cercyon
Calinaga cercyon är en fjärilsart som beskrevs av De Nicéville 1897. Calinaga cercyon ingår i släktet Calinaga och familjen praktfjärilar. Inga underarter finns listade i Catalogue of Life.